# Rocío Dúrcal
María de los Ángeles de las Heras Ortiz, född 4 oktober 1944 i Madrid, död 25 mars 2006 i Torrelodones, var en prisbelönad spansk skådespelerska och sångerska, känd under artistnamnet Rocío Dúrcal. Dúrcal har kallats ”drottningen av rancheras” och är en av tidernas bästsäljande spanskspråkiga kvinnliga musikartister. År 2005, ett år före hennes bortgång, mottog hon hederspriset för musikalisk excellens vid Latin Grammy-galan.